# Gaida (Reggio Emilia)
Gaida o Villa Gaida (La Ghèida in dialetto reggiano; Agidæ in latino) è una frazione (o villa) del comune di Reggio nell'Emilia.

## Geografia fisica
Gaida è situata 8 km a ovest del capoluogo e a 13 km da Parma. Confina a est con la frazione di Cadè, con la quale costituisce un'unica agglomerazione urbana; a ovest con la frazione di Calerno, nel comune di Sant'Ilario d'Enza; a nord con Campegine e a sud con le frazioni di Barco di Bibbiano e Aiola di Montecchio Emilia.
Sviluppata principalmente sulla SS 9, è contraddistinta da un nucleo storico di case basse un tempo abitato da numerose famiglie di braccianti. I caseggiati, di scarso valore architettonico ma di alto valore storico e tipologico, sono da anni sottoposti a tutela. Le campagne, che compongono ben il 93% del territorio della villa rispetto al 7% occupato dal centro abitato , sono caratterizzate da alcune grandi aziende agricole.

## Storia
A nord della ferrovia Milano-Bologna, al confine col comune di Campegine, furono rinvenute tracce di un villaggio dell'età del bronzo; più vicino al centro abitato furono rinvenute tombe romane. Gaida è nominata in un documento di Carlo Magno del 781 e successivamente in atti del 962, del 1037 e del 1200, quale possedimento del Monastero di Reggio. Da allora fu soggetta de facto alla giurisdizione di Montecchio. Nel XV secolo era parte delle ville della contea di Reggio ed entrò a far parte della signoria di Ferrara. Dal 1713 il feudo di Montecchio passò alla Camera ducale e Gaida divenne comune autonomo, per poi passare al cantone di Sant'Ilario nel 1793. Tra i 1805 ed il 1815 fu incluso nel neocostituito comune di Cadè. Con la Restaurazione fu annessa a Sant'Ilario sino al 1827, quando entrò definitivamente a far parte del comune di Reggio .

## Società

### Evoluzione demografica
Nel corso del Novecento subì un forte spopolamento demografico dovuto alle condizioni di vita fortemente disagiate dei braccianti e dei “senza terra” che, in maggioranza, abitavano nei vetusti caseggiati a ridosso della Via Emilia. Dopo fortissime ondate migratorie verso i centri del triangolo industriale, le città capoluogo e altri paesi, in primis, del centro Europa e delle Americhe, la popolazione si ridusse dalle 2.000 unità a poche centinaia di abitanti. I residenti passarono così dai 650 abitanti del 1962, ai 289 del 1983 sino ai 585 del 2010. Dalla fine degli anni 1990 Gaida ha subito un rapido incremento demografico dovuto alla crescita edilizia che si è verificata in molti centri della media e alta pianura reggiana.

## Monumenti e luoghi d'interesse

### Architetture religiose
- Chiesa parrocchiale di San Giuliano Martire, posta sulla Via Emilia, era esistente già dal 1299. Passata dalla diocesi di Parma a quella di Reggio nel 1828, la parrocchia fu elevata immediatamente a prevostura. Appartenente sino al 1967 al vicariato di Sant'Ilario, passò successivamente al vicariato di Castelnovo di Sotto per poi entrare a far parte, dagli anni 2000, del nuovo vicariato di Castelnovo-S. Ilario. Curata dapprima dal parroco di Aiola oggi è amministrata in unità pastorale con la parrocchia di Cadè[9].

### Architetture civili
- Monumento ai caduti, presso le ex scuole elementari.

## Cultura

### Istruzione
Nella frazione è presente una scuola dell'infanzia statale, posta nell'edificio della vecchia scuola elementare oggi soppressa. Sino a pochi anni fa era aperto un istituto professionale statale per l'agricoltura oggi trasferito a Coviolo di Reggio Emilia. La scuola elementare di pertinenza è ubicata a circa un chilometro dalla chiesa di Gaida, nell'attigua frazione di Cadè.

## Economia
Oltre ad alcune grandi aziende zootecniche le altre aree produttive, situate sulla SS 9, sono caratterizzate da piccole e medie industrie. Fra queste, spiccano industrie nel settore vinicolo e lattiero-caseario. Il centro ospita inoltre una struttura alberghiera e alcune attività ristorative.

## Infrastrutture e trasporti
L'abitato è attraversato dalla Strada statale 9 Via Emilia, che lo unisce a Reggio, S. Ilario d'Enza e Parma e da una strada comunale, via Casel di Ferro, che conduce alla frazione di Aiola, nel comune di Montecchio Emilia. A nord è attraversato dalla ferrovia Milano-Bologna. Un tempo, un passaggio a livello incustodito oggi eliminato, garantiva i collegamenti con i poderi posti a nord della ferrovia oggi raggiungibili dal cavalcavia ferroviario di Cadè.

Negli anni 2000 è stata realizzata una pista ciclabile che corre adiacente alla Via Emilia unendo la città di Reggio a Calerno .
Il trasporto pubblico è garantito da una linea urbana a media frequenza dell'Act di Reggio Emilia.